# 山城巷

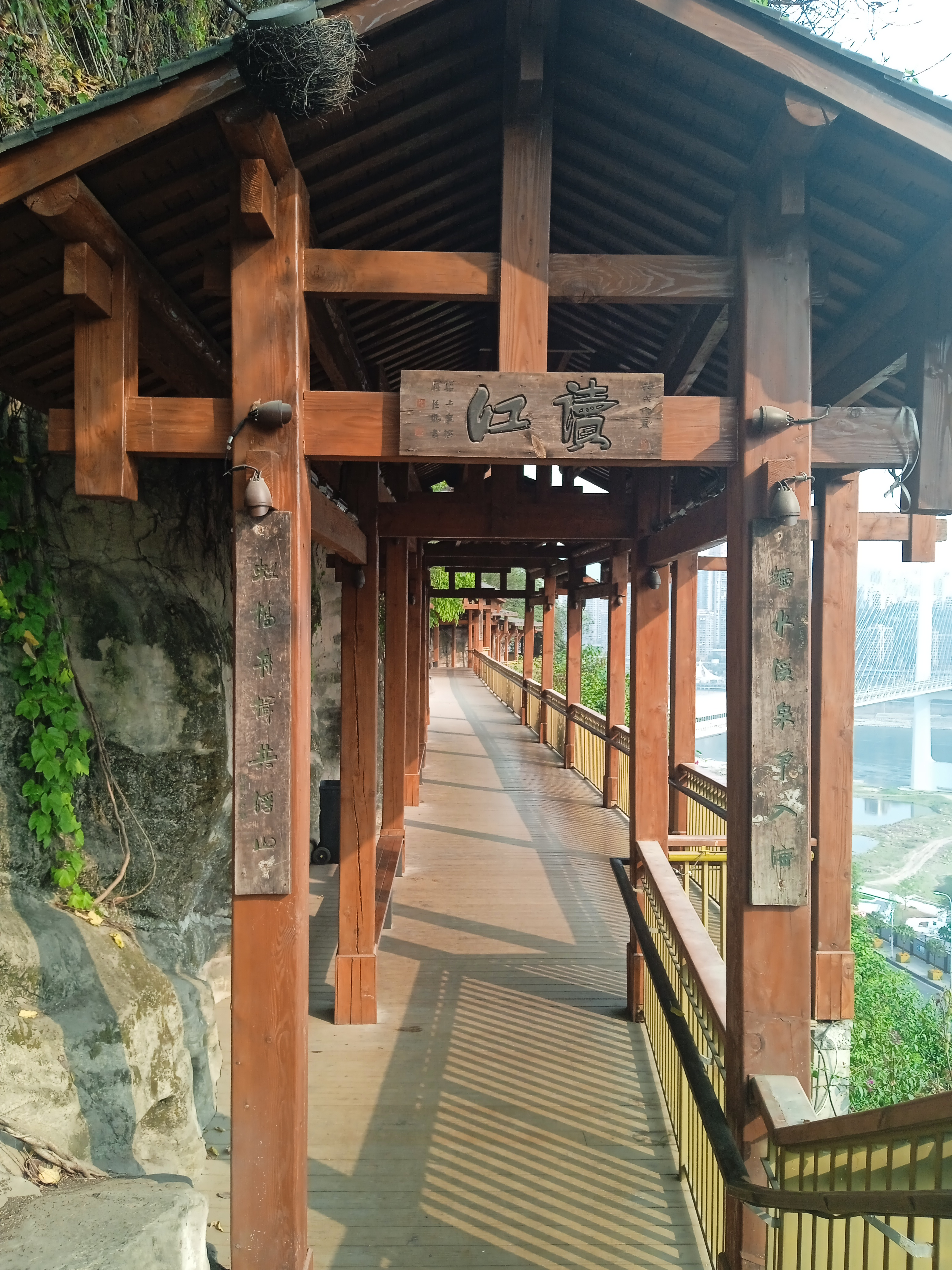
山城巷景区内的步道

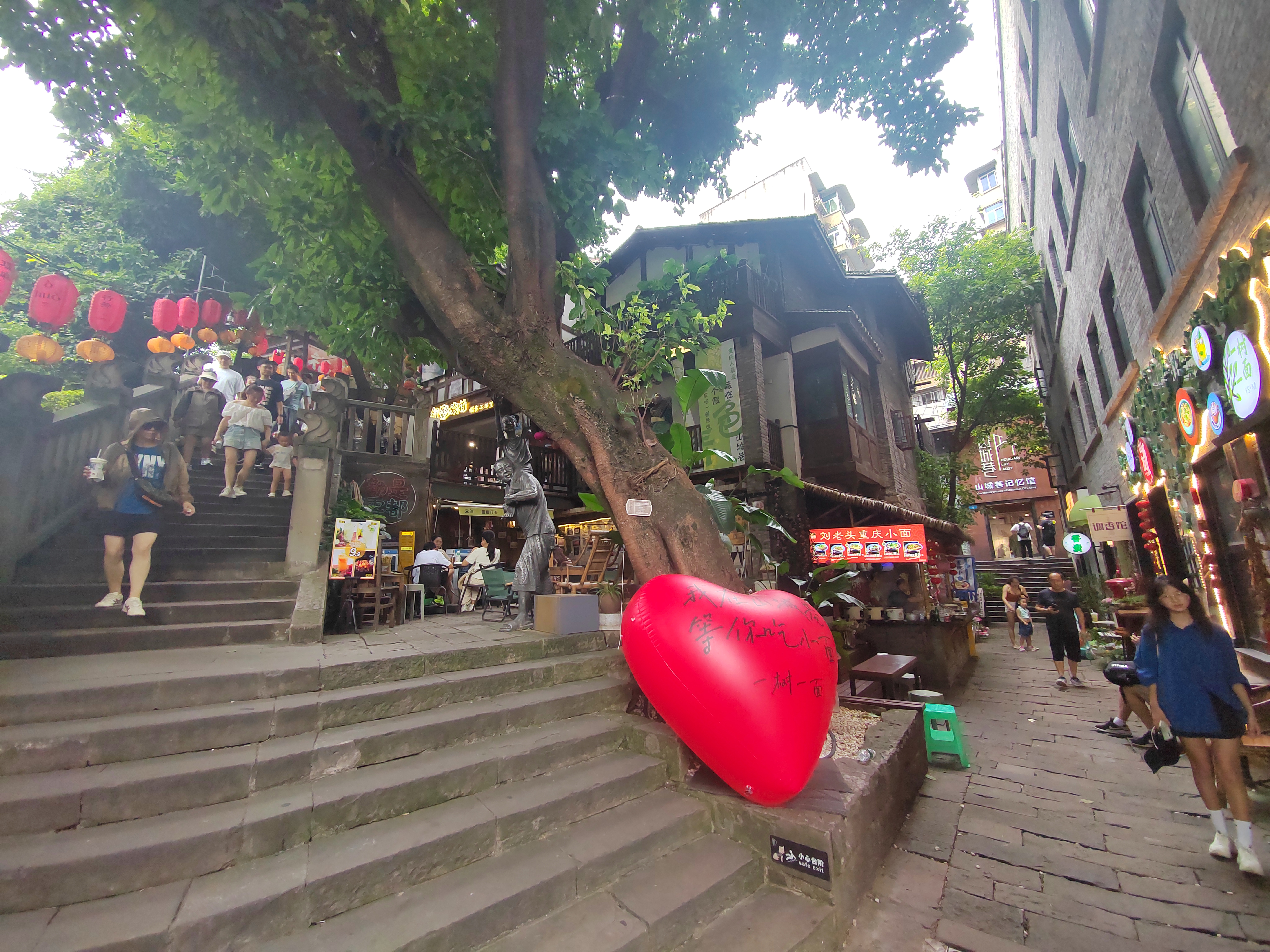
山城巷商业街

山城巷，属于重庆山城步道其中比较有代表性的一段，现已开发成山城巷传统风貌区，是重庆市渝中区的一条历史街巷，位于南纪门街道凉亭子社区，全程斜坡青石板梯道，连接上下半城，下从南纪门码头起，在城墙内侧沿崖而上，朝通远门方向，止于领事巷。山城巷上口有文保单位法国仁爱堂旧址。

## 历史
山城巷原名天灯巷，1900年法国天主教传教士在此巷上口，紧靠法国领事馆（现为成都军区离休干部休养所），修建仁爱堂和仁爱医院，在此巷立街灯为路人照明，由此得名天灯巷。1966年改名反帝巷。1972年更名为山城巷。
2015年5月，重庆市将山城巷定为28个传统风貌区之一，范围北至重庆干休所、南到南区路、东到中兴路、西到石板坡立交，面积5.15公顷，其中核心保护区约2.34公顷。

## 建筑
- 山城巷50号：厚庐：上海石库门建筑风格,兰文斌师长官邸
- 山城巷80-82号：法国仁爱堂旧址。
- 山城里26号：长乐永康石朝门，高4米，宽2米
- 亦庐石朝门：高3.4米，宽1.8米
- 体心堂